# Sainte-Face (Novgorod)

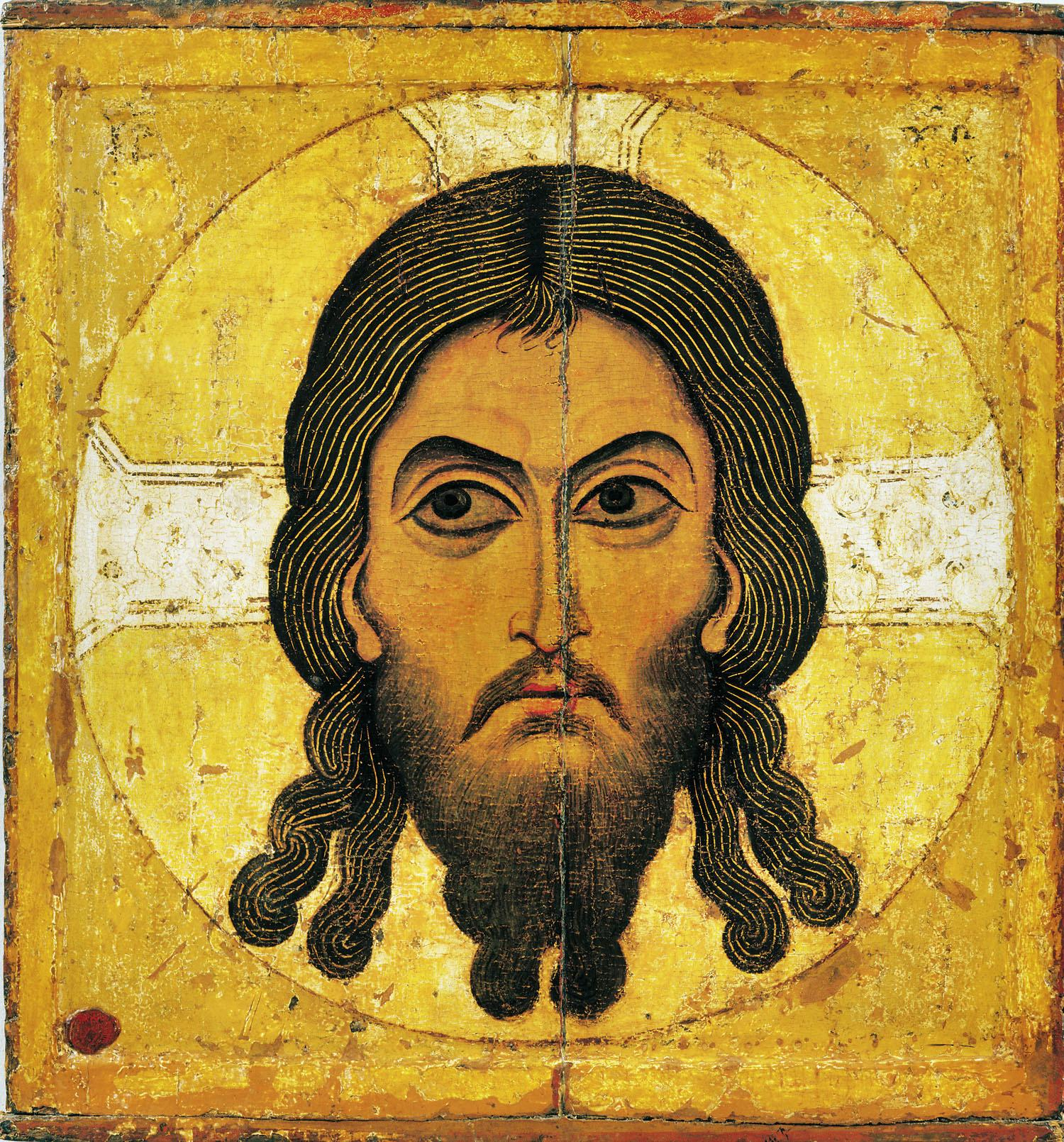
Endroit : Sainte-Face.

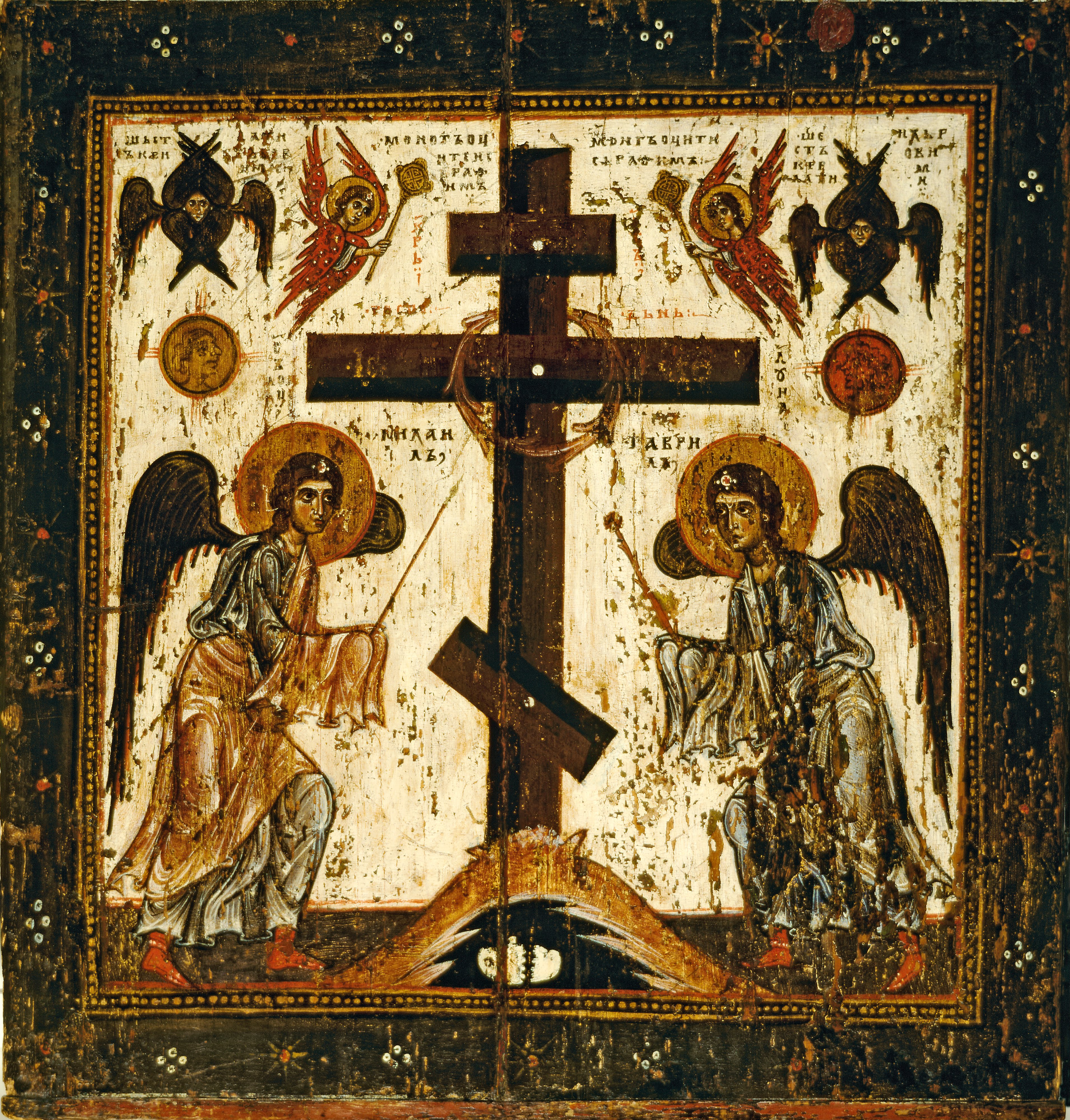
Envers : Adoration de la Sainte-Croix.

La Sainte-Face de Novgorod (en langue russe « Спас Нерукотворный » ce qui signifie « le Sauveur non peint de la main de l'homme » ou Mandylion ; en langue ancienne grec : icône acheïropoiete peut se décomposer en trois mots a : absence de ; cheïro : à la main et poiete : faire) est une icône de l'école de Novgorod en Russie datant du XIIe siècle et conservée à la Galerie Tretiakov à Moscou (pièce d'inventaire 14245). C'est une icône qui est peinte des deux côtés. Sur l'endroit est représentée l'image de la figure de Jésus-Christ et sur l'envers la scène de l'adoration de la Sainte-Croix par les archanges Michel et Gabriel. Les dimensions de l'icône sont de 71 × 77 centimètres.
L'icône provient de la Cathédrale de la Dormition de Moscou . Mais initialement l'icône proviendrait vraisemblablement d'une église orthodoxe en bois de Novgorod et daterait de 1191 comme l'a établi Gerold Ivanovitch ,.
L'icône a été retrouvée en 1919 par la Commission des recherches et a été placée à la Galerie Tretiakov en 1930. Le peintre d'icône Olisseï Petrovitch Gretchine est parfois cité comme l'auteur en 1191 mais la Galerie Tretiakov la renseigne comme étant d'auteur inconnu.

## Iconographie duNouveau Testament
L'iconographie du Sauveur en Russie se résume à deux types principaux : le type hellénistique et le type oriental. Le premier type est caractérise par le Jésus-Christ Emmanuel enfant, adolescent imberbe aux cheveux bouclés, le second par le Christ adulte et barbu. La Sainte-Face se serait miraculeusement imprimée sur un linge donné par le Christ au roi Abgar, roi d'Édesse. Cette relique aurait été déposée en 944 d' Édesse à Constantinople et est devenue extrêmement populaire dans le monde gréco-slave. Dans l'image d'Abgar, le Christ est représenté en majesté. L'Église latine ne voulut pas laisser à sa rivale d'Orient le privilège de ce type d'icônes.
Elle créa des icônes acheïropoiete : le Suaire de sainte Véronique sur lequel se serait imprimé le visage du Christ montant au Calvaire, souffrant sa passion ; les yeux clos et le front couvert par sa couronne d'épines,,.

## Adoration de la Sainte-Croix
Le sujet de l' adoration appelée également l' exaltation de la croix remonte à des sources syriennes. Malgré ses différences de style avec celle du recto, cette icône a probablement été réalisée en même temps. 
Les archanges avec les instruments de la passion sont agenouillés de chaque côte de la croix surmontés de séraphins et de chérubins sur un fond blanc. L'ornementation des bords de l'icône typiquement novgorodienne, très géométrique, provient de l'art populaire. L'analyse paléographique confirme l'origine novgorodienne de cette icône.   

## Références

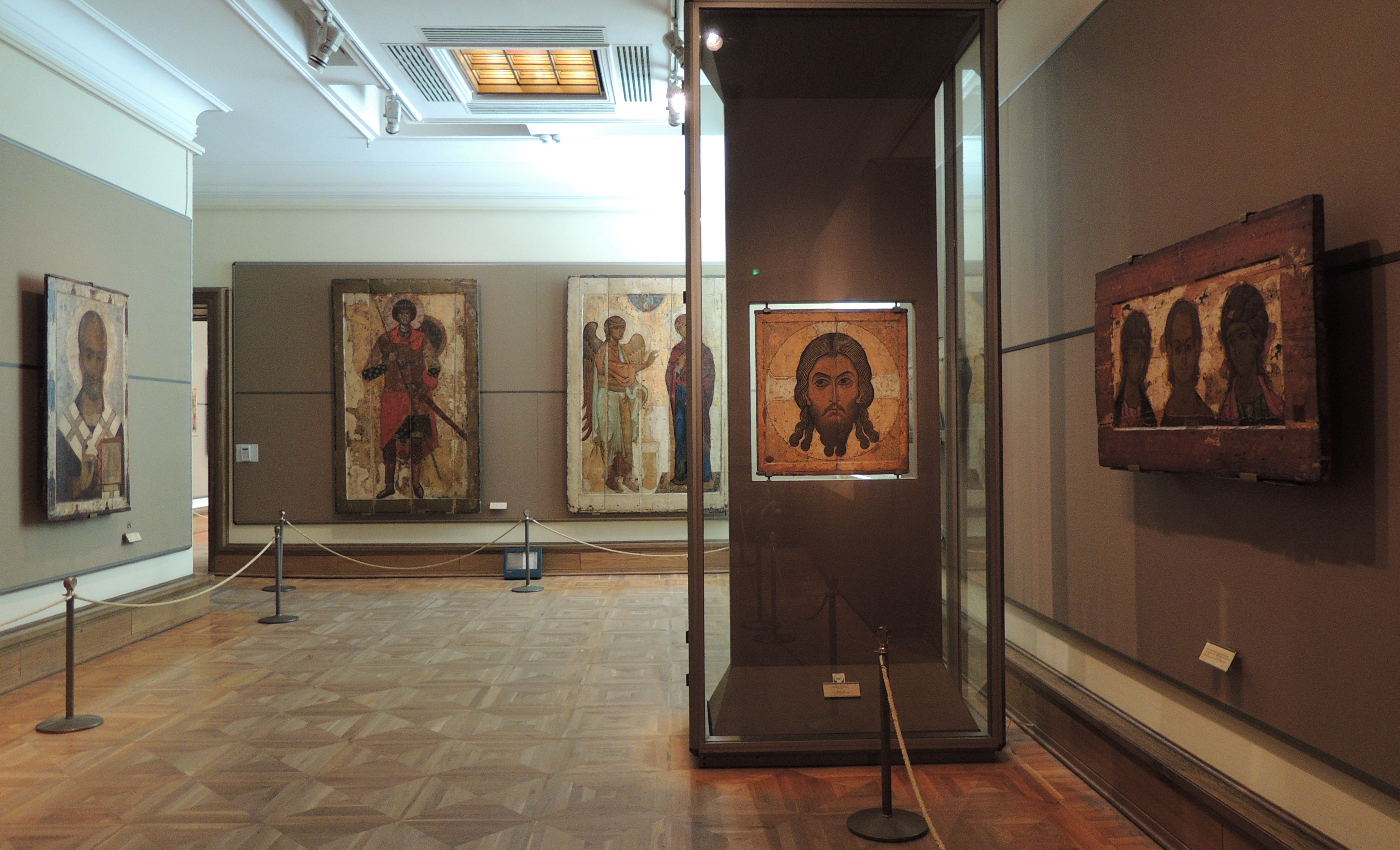
Galerie Tretiakov, emplacement de l'icône.